# 無諍分別経
『無諍分別経』（むじょうふんべつきょう、巴: Araṇa-vibhaṅga-sutta, アラナヴィバンガ・スッタ）とは、パーリ仏典経蔵中部に収録されている第139経。
類似の伝統漢訳経典としては、『中阿含経』（大正蔵26）の第169経「拘楼痩無諍経」がある。
釈迦が、比丘たちに、修行に対する姿勢に関する仏法を説く。

## 構成

### 登場人物
- 釈迦

### 場面設定
ある時、釈迦は、サーヴァッティー（舎衛城）のアナータピンディカ園（祇園精舎）に滞在していた。
釈迦は比丘たちに、苦楽中道や、言葉遣い・話し方、五感の楽に囚われず四禅によって得られる楽を追い求めることなど、仏道における姿勢に関する教説を説いていく。
比丘たちは歓喜する。

## 日本語訳
- 『南伝大蔵経・経蔵・中部経典4』（第11巻下） 大蔵出版
- 『パーリ仏典 中部（マッジマニカーヤ）後分五十経篇II』 片山一良訳 大蔵出版
- 『原始仏典 中部経典4』（第7巻） 中村元監修 春秋社